# Estació militar de ràdio de Pierre-sur-Haute
L'estació militar de ràdio de Pierre-sur-Haute és un complex de 0,3 km² (30 ha) utilitzat per comunicacions militars franceses. És a les comunes de Sauvain i Job, i el travessa la frontera entre les regions de Roine-Alps i Alvèrnia. Télédiffusion de France també hi ha construït un transmissor de ràdio civil.
La creu de Pierre-sur-Haute és a la part de l'estació que pertany a la comuna de Job, i indica el punt més alt del departament del Loira, a 1.634 m d'altitud.

## Història
El 1913 es construí en aquest lloc un post de telegrafia òptica. En aquella època es tractava tan sols d'un petit edifici amb el transmissor a sobre.
El 1961, durant la Guerra Freda, l'OTAN va demanar a l'exèrcit francès construir una de les 82 estacions de la seva xarxa de transmissions europea, el sistema ACE High. En aquesta xarxa, l'estació de Pierre-sur-Haute, o FLYZ, era una transmissió entre l'estació de Lachens (FNIZ) al sud, i l'estació de Mont-Août (FADZ) al nord. Utilitzava 10 transmissors de 10 kW i setze receptors. El 1974, l'exèrcit de l'aire francès va prendre el control de l'estació. El 1988 l'OTAN va començar a desmuntar el sistema ACE High.

## Rol
L'estació de Pierre-sur-Haute està controlada per l'exèrcit de l'aire francès i és una subsidiària de la base aèria 942 Lyon-Mont Verdun, a 80 km de distància. És una de les quatre estacions de ràdio que es troben en l'eix nord-sud francès, en constant comunicació amb tres d'altres: Lacaune, Henrichemont i la base aèria de Brétigny-sur-Orge. L'estació és utilitzada principalment per dur a terme transmissions relacionats amb el comandament d'unitats operatives. Si s'haguessin d'utilitzar armes nuclears franceses (Force de Frappe), l'ordre de foc podria haver de passar per aquest transmissor.
L'estació era part del Commandement Air des Systèmes de Surveillance d'Information et de Communications des de la seva creació l'1 de juny de 1994, i després, des de l'1 de gener de 2006, de la Direction interarmées des réseaux d'infrastructure et des systèmes d'information.
L'estació és comandada per un major. Hi treballen unes vint persones, entre els quals electromecànics, mecànics i cuiners.

## Interès mediàtic
A principis d'abril del 2013 l'estació militar de ràdio va atreure l'interès mediàtic després que l'agència d'intel·ligència francesa DCRI (Direction Générale de la Sécurité Intérieure: Direcció General de Seguretat Interior) va intentar suprimir l'article de la Viquipèdia en francès que parlava sobre el complex, adduint motius de seguretat. La sol·licitud va ser denegada pel fet que totes les dades provenien de mitjans públics. Després d'això, es va conèixer que la DCRI havia citat a les seves oficines un administrador de la Viquipèdia en francès, Remy Mathis, perquè ho esborrés, sota l'amenaça que, en cas de negar-se, seria empresonat o multat severament. Ell el va esborrar, però immediatament l'article va ser restablit per un administrador suís fora de la jurisdicció de França, gràcies a la vigilància de la comunitat de la Viquipèdia.
Posteriorment, l'article va ser traduït a més de 30 idiomes a les Viquipèdies i publicat en diversos mitjans de comunicació. Un clar exemple de l'efecte Streisand.